# 付加兴
付加兴（1954年10月—），男，汉族，云南丘北人，中华人民共和国官员。

## 生平
付加兴曾任文山县委书记，文山州委副书记，文山州人大常委会主任（正厅级）等职。2019年5月16日，付加兴因涉嫌严重违纪违法被云南省纪委监委调查。被纪委调查时付加已退休4年。2019年11月14日，付加兴付加兴被开除党籍并移送检察机关依法审查起诉。2021年5月20日，付加兴因受贿2000多万元，被云南省临沧市中级人民法院一审判处有期徒刑12年6个月，并处罚金人民币250万元。